# 群體介入
群體介入（英語：population intervention）主要是以整體人口（whole population）為目標對象，透過多面向的初級預防或心理健康促進等介入方式，以有效提昇大多數民眾的心理健康程度及幸福感，進而使得更多比例的人能趨近心盛的理想境界。當整個人口的常態分配開始往正面方向發展，雖然只是小的移動，將引起相當深遠的影響，落在底端的高危險群人數自然就會下降，心理疾病的人更會明顯減少。

## 群體與個別介入的差異
|          | 群體介入                                                         | 個別介入                                                                   |
| -------- | ---------------------------------------------------------------- | -------------------------------------------------------------------------- |
| 探討問題 | 導致群體或國家之間差異的因素                                     | 導致個體之間差異的因素                                                     |
| 介入策略 | 主要針對整體人口或特定群體(如學校兒童、職場員工等)做全面性的介入 | 主要目標對象為有疾病的人、高危群個人或求助服務者，或是菁英份子或表現卓越者 |
| 介入目標 | 降低有疾病症狀的人口數，並增加心盛的人口比例                     | 減少個人的症狀或促進其成長                                                 |

## 群體介入的理論基礎
Rose(1992)從預防醫學的角度提出，大多數容易發展成疾病的是一般人口，而不是在所謂的高危險群。因為一般人口的人數如此眾多，相對其罹病率就高出甚多。
Huppert(2005)將一個國家或群體人口心理健康的常態分配(如下圖所示)，以三個切點分為「心盛」(flourishing)、「心常」(moderate mental health)、「心衰」(languishing)與「心病」(mental disorder)四個部份，各占的人口比例也不同，其中以「心常」者的人數最龐大，這些一般的人口群皆處中等心理健康的狀態，仍需進一步努力提昇幸福感，才能達到完全或高度心理健康的心盛境界。另外屬於高危險群的心衰者與真正罹患心理疾病的人數比例相對一般人口仍居非常少數。由於心理疾病的危險因子是多面向地分佈在整體人口當中，不單只是高危險群而已，因此唯有運用整個國家或群體的介入方式才能真正長期減少心境艱難或功能不佳的人口數，並使得更多人可以獲得成長或生活幸福。
周才忠、陳嘉鳳(2010)以自殺防治為例，談到容易以自殺方式結束生命的民眾，在人口常態分配中，是落在左邊某個切點以下極少數的人。如果我們能夠透過一般群體的介入，把人的整體分配往正面的方向移動(如下圖箭頭所指左方)，那麼會落在這個切點以下的高危險群人數自然就會下降，自殺的人也就會明顯減少。香港賽馬會與香港大學聯合設立的自殺研究與預防中心(CSRP)也曾運用此觀點在其自殺防治相關公共衛生策略之中。

## 群體介入的策略運用

### 初級預防
根據諸多研究文獻顯示，人們早期階段的正向態度與行為、面對逆境的復原力等發展是相當重要的。例如有許多相關親子、學前、學校等方案是開放提供給該群體所有的人來參與，並沒有特定針對哪些人的相關需求而規劃的。這樣以整體人口為對象的初級預防方式被證實能夠非常有效防止問題的發生。

### 職場心理健康促進
在職場環境中，針對所有員工的抒壓方案也是一種有效的職場心理健康促進方式。根據蓋洛普民意調查與相關研究證實，營造一個快樂幸福的職場，能明顯提昇員工的工作滿意度、效率與產能。

### 社會行銷
與商業行銷相似，社會行銷也在推銷想法、態度與行為。但最大不同之處，社會行銷的主要目的不在使營銷者獲利，而是讓特定群體或一般社會廣大民眾受益。因此，社會行銷方式對於一般人口整體幸福感的提昇是非常具有廣泛影響力的。尤其是媒體的運用，其可提供能夠展現性格優點與利社會行為(prosocial behaviors)的正向榜樣，以改變不利民眾快樂幸福發展的社會現象(例如過度強調財富、名聲、消費等) 。

## 群體介入的方案範例

### 澳洲「免於恐懼」方案
「免於恐懼」(Freedom from Fear)活動是一個創新的社會行銷方案，其在澳洲推動降低婦女(與其兒童)能夠免於男性親密伴侶或家庭暴力的恐懼，此方案執行非常成功。其中西澳的實例，乃利用大眾媒體廣告宣傳「男性家庭暴力求助專線」，鼓勵男性能夠勇於撥打。此專線的接聽者均是受過專業訓練的諮商員，有能力評估來電者的狀況並進行電話諮商，或轉介個案至其他民間組織所承接政府經費資助的諮商專案計劃。在此活動的前七個月，一般人口群體的男性知悉此專線服務的比例由原先20％上升至43％，之後更增加至69％。如果以社會覺察角度來看，「免於恐懼」活動已達到社會行銷的功效。

### 澳洲「正向親職教育」方案
澳洲「正向親職教育」(Triple P─Positive Parenting Program)方案，最早規劃的對象為新手父母，目前已擴展至地區所有學前兒童的父母。Triple P方案有社區介入與社會行銷兩種實施方式。社會行銷是運用電視、出版與其他電子媒體的多元管道來增加社區民眾對相關議題的知悉程度。而社區介入是以心理健康促進概念為基礎，進行8週團體的親職技巧訓練，並輔之電話諮詢的後續追蹤。在西澳地區，大約有數千個家庭已接受過此方案的訓練。Triple P方案有具體的成效顯現，包括增加正向親職技巧的使用，減少父母報告兒童問題行為的次數及密集度，降低父母的憂鬱、焦慮與壓力，並增加婚姻或夫妻關係的滿意度。根據預估資料顯示，如果此Triple P方案能夠全面性的實施，或所有符合資格的家庭皆能參加的話，整個學前兒童的重要問題行為比例至少可以降低40%左右。另外，在雪梨地區也有相關方案的成功經驗。

### 美國「往目標邁進」方案
「往目標邁進」(Going for the Goal)方案在美國維吉尼亞州當地甚為普及，其主要在運用虛擬的互動教室情境來教導高中學生學習生活技巧，例如如何找出正向的生活目標，並且聚焦其目標達成的過程，而不是結果。另外，也教導學生設定邁向目標實現所需的具體行為或相關妥協原則，以及協助學生發現或創造社會支持。目前，美國各大城市已共計數萬名的青少年曾參與此校園心理衛生相關的初級預防方案。2002年，O’Hearn與Gatz又拓展Danish等人原先建立的方案架構，在一個以西班牙裔為主的社區，嘗試先訓練46名高中學生擔任帶領人，再針對479位初中學生進行十週的GOAL方案。此方案焦點在於協助設定正向、可達成的目標；預先考慮到並回應達成目標的可能阻礙；社會支持的運用；建立自己的優勢。此方案試辦結果顯示，參與學生已獲得方案過程所教導的相關技巧知識，並實際改善其問題解決的能力。另外負責帶領的高中生也增加不少生活上的技能。

### 美國「賓州大學復原力課程」方案
美國「賓州大學復原力方案」(Penn Resiliency Program)是由該校著名的正向心理學中心來規劃與執行。此乃以學校為基礎的初級預防方案，主要對象是學齡兒童及青少年，藉由12次(各2小時)的課程介入，培養其復原力、正向情緒、目的感等特質，以期能防止之後發展成憂鬱症狀的可能性。其課程內容立基在認知行為相關理論，教導學生相關果斷、協商、做決策、問題解決、因應困難情境、放鬆情緒等策略技巧，而且能實際應用在各種生活脈絡之中。以生動活潑的教導方式(如短劇、角色扮演、短篇故事或卡通等)，讓學生容易瞭解一些核心的概念。團體課程的帶領人有PRP方案人員、心理或教育學系的研究生、心理衛生專業人員、學校老師、諮商員等。此PRP方案有嚴謹的實驗設計(含控制組的比較)，如隨機對照試驗(Randomized controlled trial)方式，以證明其實施結果與長期追蹤的成效。